# Bitka na Sutjesci
Bitka na Sutjesci ili Operacija Schwarz (naziv koji su toj protupartizanskoj akciji nadjenuli njemački zapovjednici koji su je pokrenuli), od 15. svibnja do 16. lipnja 1943., bila je zajednički napad Sila osovine koji je za cilj imao uništenje jugoslavenskih partizanskih jedinica u blizini Sutjeske u jugoistočnoj Bosni. Makar su u uzastopnim bitkama na Neretvi i na Sutjesci snage glavnine NOVJ pretrpjele izrazito teške gubitke, one su ipak opstale te su se u kasnijem tijeku Drugog svjetskog rata obilježenom kapitulacijom Italije i postupnim potiskivanjem njemačkih snaga na svim frontovima, one uspjele obnoviti i naposljetku zagospodariti područjem Jugoslavije.
Partizanske snage su, prema slovenskom povjesničaru Viktoru Kučanu, pred bitku brojale 22.148 boraca (19.265 muškaraca i 2.883 žene). Operativna grupa brojila je oko 18.000 boraca, a u mjesec dana bitke poginula su 7.543 partizana (6.946 muškaraca i 597 žena). Čak i ne uračunavši lakša i teška ranjavanja, postrojbe NOVJ pretrpjele su izrazito teške gubitke: nijedna divizija NOVJ koja je sudjelovala u toj bitki nije zabilježila manje od 30% poginulih, a 7. banijska divizija NOVJ je imala čak 52,96% ubijenih boraca. U teškim borbama, poginulo je i 514 vojnika iz sastava njemačkih i snaga NDH.
Međutim, sve su postrojbe NOVJ uspjele izaći iz obruča njemačkih snaga, sačuvati svoj integritet i nastaviti sudjelovati u ratu. Budući da se baš tijekom Bitke na Sutjesci Glavnom štabu NOVJ pridružila britanska vojna misija, mogla je ona izvijestiti o krajnjoj odlučnosti s kojom su partizanske postrojbe pokazale u borbi, što je partizanima u nastavku rata priskrbilo presudno važnu vojnu pomoć zapadnih Saveznika.

## Tijek bitke
Nijemci su operaciju pokrenute radi uništenja brigada okupljenih oko Glavnog štaba NOVJ, koje su predstavljale najbolje i najmobilnije snage te vojske (većinu snaga NOVJ predstavljali su partizanski odredi, koji su bili jako vezani uz teritoriju na kojemu su formirani) vodili su Nijemci, koji su joj i dali naziv Operacija Schwarz ("Crno"). Ova ofenziva je uslijedila nakon operacije Fall Weiss (Bitka na Neretvi) u kojoj je NOVJ imala vrlo teške gubitke (oko 12 tisuća poginulih u borbi, 600 strijeljanih i oko 2 tisuće zarobljenih boraca, od kakvih 40 tisuća partizana koji su sudjelovali u bitci), ali koja ipak nije do kraja slomila partizane, a nije zarobljen ni njihov vođa Josip Broz Tito, Nijemcima poznat kao "Walter" (što mu je bilo tajno ime prije rata u komunikaciji sa SSSR-om). U poslijeratnoj Jugoslaviji ta se operacija nazivala i Peta neprijateljska ofenziva.
Sile Osovine su na širem području okupile oko 127.000 kopnenih vojnika i oklopnih vozila, uključujući njemačke, talijanske, hrvatske, i bugarske jedinice, te preko 300 zrakoplova, pod njemačkim zapovjedništvom, protiv oko 20.000 vojnika operacijske skupine od 16 brigada Jugoslavenske Narodnooslobodilačke vojske, uz koje se nalazilo osoblje i ranjenici Centralne bolnice NOVJ, njih skoro 4 tisuće. Između NOVJ i snaga Osovine je u ožujku bilo dogovoreno primirje, te su postojali kontakti koji su urodili stanovitom izmjenom informacija i manjim uzajamnim razmjenama zarobljenika.
Nakon što su okupili postrojbe, Nijemci su započeli s ofenzivom na 15. svibnja 1943. Sile Osovine su iskoristile svoju prednost u početnoj poziciji da okruže i izoliraju partizane na području Durmitora, koji se nalazi između rijeka Tare i Pive u planinskom dijelu sjeverne Crne Gore i natjerale ih u žestoke borbe kroz cijeli mjesec na krševitom terenu.
Nijemci su okupljanje svojih snaga i odsutnost talijanskih snaga s područja operacije iskoristili da najprije razoružaju četnike, koji su u prethodnim mjesecima 1943. godine bili na području istočne Hercegovine i Bosne, te obližnjeg Sandžaka izvršili vrlo masovne pokolje muslimanskog stanovništva, s planom da - u suradnji s Talijanima koji su ih podupirali kao "Dobrovoljačku antikomunističku miliciju" - uspostave široko područje pod svojom kontrolom od Sandžaka pa sve do Bihaća: time su Nijemci zadali vrlo težak udarac četničkim planovima. Razoružavanje četnika - prema kojima su se Nijemci odnosili kao prema ratnim zarobljenicima - nisu spriječili niti prosvjedi Talijana. Makar će četnici kasnije na području NDH surađivati i s Nijemcima, nisu oni kod njih nikada stekli ni ugled, ni značaj kakvoga su do 1943. god. uživali kod Talijana.
Prema mišljenju Davora Marijana, Josip Broz Tito je zaustavljanjem svojih snaga u planinskom dijelu istočne Hercegovine omogućio snagama Osovine da izvedu opkoljavanje: Tito je snage NOVJ zaustavio iščekujući dolazak britanske vojne misije, koja je nekoliko dana kasnila u dolasku. Usprkos strahovitim gubitcima koje su snage NOVJ pretrpjele u borbama koje su uslijedile, to je vojno izaslanstvo potom izvijestilo zapadne Saveznike o krajnjoj odlučnosti s kojom se partizani borbe protiv Nijemaca, što je partizanima u nastavku rata osiguralo znatnu vojnu pomoć saveznika; stoga se ocjenjuje da je takav postupak Josipa Broza Tita znatno pridonio uspjehu njegovih snaga u ratu.
9. lipnja su Nijemci skoro uspjeli u naumu da likvidiraju Tita kad je bomba pala pored čelne skupine i ranila ga u ruku. Titov pas, njemački ovčar Tigar se, prema navodima, žrtvovao da spasi Titu život. 
Suočena sa skoro isključivo njemačkim postrojbama u završnom okruženju NOV se konačno uspio probiti preko Sutjeske kroz linije 118. njemačke, 104. lovačke i 369. legionarske pješačke divizije na sjeverozapadnom pravcu, prema istočnoj Bosni. Tri brigade i središnja bolnica s preko 2.000 ranjenika su ostale okružene, i po Hitlerovoj naredbi, njemački vrhovni zapovjednik general Alexander Löhr je naredio i izvršio njihovo uništenje, okrutni njemački vojnici su ubijali bez biranja, ubivši i ranjenike te nenaoružano liječničko osoblje. Uz to su partizanske postrojbe trpjele od nedostatka hrane i lijekova, i mnoge je pokosio pjegavac.
Smrtno je stradalo ukupno 7.543 partizana, više od trećine vojnika koji su ušli u borbe. Njemački zapovjednik na bojnom polju general Rudolf Lüters je u svom završnom izvješću opisao "komunističke pobunjenike" kao "dobro organizirane, vješto vođene i s nevjerojatno visokim borbenim moralom".
Nakon izrazito teških gubitaka, izmorene snage NOV su se pregrupirale i našle utočište na području istočne Bosne, te su tijekom narednih 20 dana na kraće vrijeme potisnule ustaške i domobranske posade iz Vlasenice, Srebrenice, Olova, Kladnja i Zvornika. Potom su pod napadima njemačkih i snaga NDH nastavile dalje u planine na sjeveru Bosne.
Bitka na Sutjesci je postala važan dio kulture u poslijeratnoj Jugoslaviji te se prikazivala kao pobjeda i važna etapa na putu prema konačnoj pobjedi u ratu.

## Vanjske poveznice
- Operation SCHWARZ - Sutjeska offensive
- A History of Yugoslavian Reistance in WWII
- Što je bila Bitka na Sutjesci, na čiju je obljetnicu Plenković poslao izaslanika i vijenac? (komentar Davora Marijana), narod.hr, 19. lipnja 2019.

Sestrinski projekti
|  | Zajednički poslužitelj ima još gradiva o temi Bitka na Sutjesci |